# わくわく☆惑星プリンセス
『わくわく☆惑星プリンセス』（わくわくわくせいプリンセス）は、1998年9月18日にDOLLHOUSEの別ブランドPUMPIE（パンピー）より発売された18禁恋愛アドベンチャーゲーム作品である。通称『わくプリ』。

## ストーリー
主人公は、山奥で車の運転の練習をしていて、その車を壊してしまう。夜空を見ながらオナニーをしていると星の一つが地上に落下する。駆け付けてみると、一台の宇宙船が墜落しており、中から宇宙人の少女が出てくる。彼女はむんむん星という惑星の皇女である「パム」と名乗り、主人公のオナニーにより発生したエネルギーに影響されて墜落したことを話す。責任を取るため主人公はパムを母星に帰すべく宇宙船のエネルギーを集めることとなる。
しかし、そのエネルギーというのは「イクイクパワー」なる人と人とがエッチした時に発生するエネルギーのことだった。このため主人公はイクイクパワーを採取するために女の子をナンパしてはエッチを繰り返すこととなる。

## 評価
ゲーム雑誌編集者・前田尋之の公式ホームページ「電脳世界のひみつ基地」に寄稿しているライターの松田ゆのじは、キャラクターや背景のグラフィックについて指摘しつつも、ゲームそのものは製作者の情熱が感じられてよいと評価している。